# Cronologia de la cosmologia
Aquesta cronologia de la cosmologia és un catàleg de l'evolució de la comprensió humana del cosmos durant els darrers dos mil·lennis. Les concepcions cosmològiques modernes segueixen el desenvolupament de la disciplina científica de la cosmologia física.

## Abans de 1900
- Segle III aC. Aristarc de Samos proposa un univers heliocentrista
- Segle II. Claudi Ptolemeu proposa un univers amb la Terra al centre, amb el Sol i els planetes girant al voltant de la Terra.
- A partir del 500. Diversos astrònoms proposen un univers heliocentrista, entre els quals hi ha Aryabhata, Albumasar, i Al-Sizji
- 1543. Nicolau Copèrnic descriu el seu univers heliocèntric a De revolutionibus orbium coelestium.
- 1576. Thomas Digges modifica el sistema copernicà eliminant el seu límit exterior i reemplaçant la vora per un espai sense delimitar ple d'estrelles.
- 1584. Giordano Bruno proposa una cosmologia no jeràrquica, on el sistema solar copernicà no és el centre de l'Univers, sinó més aviat un sistema solar relativament insignificant, entre una multitud infinita d'altres sistemes.
- 1610. Johannes Kepler utilitza la foscor cel nocturn per argumentar un univers finit.
- 1687. Les Lleis de Newton descriuen el moviment a gran escala dins de l'Univers.
- 1720. Edmund Halley proposa una forma primitiva de la Paradoxa d'Olbers.
- 1744. Philippe Loys de Chéseaux llança una altra forma primitiva de la Paradoxa d'Olbers.
- 1791. Erasmus Darwin escriu la primera descripció d'un univers cíclic d'expansió i contracció en el seu poema The Economy of Vegetation.
- 1826. Heinrich Olbers formula la seva paradoxa.
- 1848. Edgar Allan Poe ofereix la primera solució a la Paradoxa d'Olbers a Eureka, un assaig que també suggereix l'expansió i col·lapse de l'Univers.

## 1900-1949
- 1905. Albert Einstein publica la Teoria Especial de la Relativitat, dient que l'espai i el temps no són continus separats.
- 1915. Albert Einstein publica la Teoria General de la Relativitat, demostrant que la densitat de l'energia corba l'espaitemps.
- 1917. Willem de Sitter obté una cosmologia estàtica isotròpica amb una constant cosmològica així com una cosmologia d'expansió del buit amb una constant cosmològica, anomenat l'univers de Sitter.
- 1922. Vesto Slipher resumeix els seus descobriments sobre els desplaçaments sistemàtics cap al vermell de les nebuloses en espiral.
- 1922. Alexander Friedmann troba una solució a les Equacions de camp d'Einstein que suggereix una expansió general de l'espai.
- 1927. Georges Lemaître discuteix l'esdeveniment de creació d'un Univers en expansió governat per les equacions del camp d'Einstein.
- 1928. Howard P. Robertson esmenta breument que les mesures del desplaçament cap al roig de Vesto Slipher combinades amb les mesures de brillantor de les mateixes galàxies indiquen una relació entre el desplaçament cap al roig i la distància.
- 1929. Edwin Hubble demostra la relació lineal entre el desplaçament cap al roig i la distància i demostra l'expansió de l'Univers.
- 1933. Edward Milne nomena i formalitza el principi cosmològic.
- 1934. Georges Lemaître interpreta que la constant cosmològica és deguda a l'energia del buit amb una inusual equació d'estat de fluid perfecta.
- 1938. Paul Dirac suggereix la hipòtesi dels grans nombres, en la qual la constant gravitacional pot ser petita perquè disminueix amb el temps.
- 1948. Ralph Alpher, Hans Bethe i George Gamow examinen la síntesi d'elements en un univers en ràpida expansió i refredament i suggereixen que els elements van ser produïts per una captura ràpida de neutrons.
- 1948. Hermann Bondi i Thomas Gold[1] i Fred Hoyle[2] proposen la Teoria de l'estat estacionari basada en el principi cosmològic perfecte.
- 1948. George Gamow prediu l'existència de la radiació còsmica de fons considerant el comportament de la radiació primigènia en un univers en expansió.

## 1950 a 1999
- 1950. Fred Hoyle introdueix de broma el terme big-bang.
- 1961. Robert H. Dicke diu que la vida basada en carboni només pot aparèixer si la força gravitacional és petita, perquè és llavors quan les estrelles es cremen. Primera utilització del principi antròpic feble.
- 1965. Hannes Alfvén proposa l'ara oblidat concepte d'ambiplasma per explicar l'asimetria bariònica.
- 1965. Martin Rees i Dennis Sciama analitzen les dades quàntiques de les fonts de quàsars i descobreixen que la densitat dels quàsars incrementa amb el desplaçament cap al roig.
- 1965. Arno Allan Penzias i Robert Woodrow Wilson, astrònoms dels Laboratoris Bell descobreixen la radiació de fons de microones de 2.7 K, que els va permetre guanyar el Premi Nobel de Física el 1978. Robert H. Dicke, Philip James Edwin Peebles, Peter Roll i David Todd Wilkinson ho van interpretar com una relíquia del big-bang.
- 1966. Stephen Hawking i George F. R. Ellis demostren que qualsevol cosmologia relativista general plausible és singular.
- 1966. Philip James Edwin Peebles demostra que el big-bang calent prediu l'abundància correcta d'heli.
- 1967. Andrei Sakharov presenta els requisits per a la bariogènesi, una asimetria barió-antibarió a l'Univers.
- 1967. John Bahcall, Wal Sargent i Maarten Schmidt mesuren la partició en estructura fina de les línies espectrals de 3C191 i per tant, demostren que la constant d'estructura fina no varia significativament amb el temps.
- 1968. Brandon Carter especula que potser les constants fonamentals de la naturalesa han de ser dins d'un interval restringit per permetre l'emergència de la vida. Primera utilització del principi antròpic fort.
- 1969. Charles Misner presenta formalment el problema d'horitzó del big-bang.
- 1969. Robert H. Dicke presenta formalment el problema de la monotonia del big-bang.
- 1973. Edward Tryon proposa que l'Univers pugui ser una fluctuació del buit de la mecànica quàntica a gran escala on la massa-energia positiva és balancejada per l'energia potencial gravitacional negativa.
- 1974. Robert Wagoner, William Fowler i Fred Hoyle demostren que el big-bang calent prediu les abundàncies correctes de deuteri i liti.
- 1976. Alex Shlyakhter utilitza les relacions de samari del reactor de fissió nuclear natural d'Oklo al Gabon per demostrar que algunes lleis de la física han romàs invariants durant més de dos mil milions d'anys.
- 1977. Gary Steigman, David Schramm i James Gunn examinen la relació entre l'abundància primigènia d'heli i el nombre de neutrins i afirmen que poden existir almenys cinc famílies de leptons.
- 1981. Viacheslav Mukhanov i G. Chibisov proposen que les fluctuacions quàntiques podrien conduir a una estructura a gran escala en un Univers inflacionari.
- 1981. Alan Guth proposa l'Univers del big-bang inflacionari com una possible solució als problemes de l'horitzó i la monotonia.
- 1990. Els resultats preliminars de la missió COBE de la NASA confirmen que la radiació de fons de microones és un cos negre isòtrop amb una sorprenent precisió d'una part entre 10⁵, eliminant així la possibilitat d'un model integrat de llum estel·lar proposat pels entusiastes de la teoria de l'estat estacionari.
- Anys 1990. Experiments terrestres de la radiació de fons de microones mesuren el primer pic, determinen que l'Univers és geomètricament pla.
- 1998. Es publica per primer cop una prova polèmica del fet que la constant d'estructura fina varia al llarg de la vida de l'Univers.
- 1998. Adam Riess, Saul Perlmutter i d'altres descobreixen l'acceleració còsmica en observacions de Supernoves Tipus Ia proporcionant la primera prova per a una constant cosmològica no nul·la.
- 1999. Les mesures de la radiació de fons de microones[3] proporcionen proves d'oscil·lacions en l'espectre d'anisotropia angular com s'esperava en el model estàndard de la cosmologia per a la formació d'estructures. Aquests resultats indiquen que la geometria de l'Univers és plana. Al costat de les dades de l'estructura a gran escala, això proporciona proves complementàries per a constants cosmològiques no nul·les.

## A partir de l'any 2000
- 2002. El Cosmic Background Imager (CBI) de Xile obté imatges de la radiació còsmica de fons amb una resolució màxima de 4 minuts d'arc. També obté l'espectre d'anisotropia a alta resolució que no s'havia cobert mai fins al ~ 3000. Va trobar un lleuger excés de potència en alta resolució (l > 2500) que encara no s'ha explicat del tot, l'anomenat "excés del CBI".
- 2003. El WMAP de la NASA obté fotografies detallades a cel sencer de la radiació de fons de microones. La imatge es pot interpretar per indicar que l'Univers té 13.700 milions d'anys (amb un marge d'error de l'1%) i confirmar que el Model Lambda-CDM i la teoria inflacionària són correctes.
- 2003. Es descobreix la Gran Barrera Sloan.
- 2006. Es publiquen finalment tres anys de resultats del WMAP, confirmant anàlisis prèvies, corregint diversos punts i incloent dades de polarització.